# Orde van Verdienste voor Dienaren van de Staat
De Cambodjaanse Orde van Verdienste voor Dienaren van de Staat werd op 15 juni 1966 door koning Norodom Sihanouk ingesteld en telt drie graden.
Het Koninkrijk Cambodja kent een groot aantal ridderorden en onderscheidingen. Na het herstel van de Cambodjaanse monarchie in 1994 werd het systeem van ridderorden aangepast en uitgebreid.
De orde wordt vooral aan ambtenaren verleend voor hun verdiensten voor de Cambodjaanse staat.
Het kleinood is een ronde medaille.